# Selva Negra

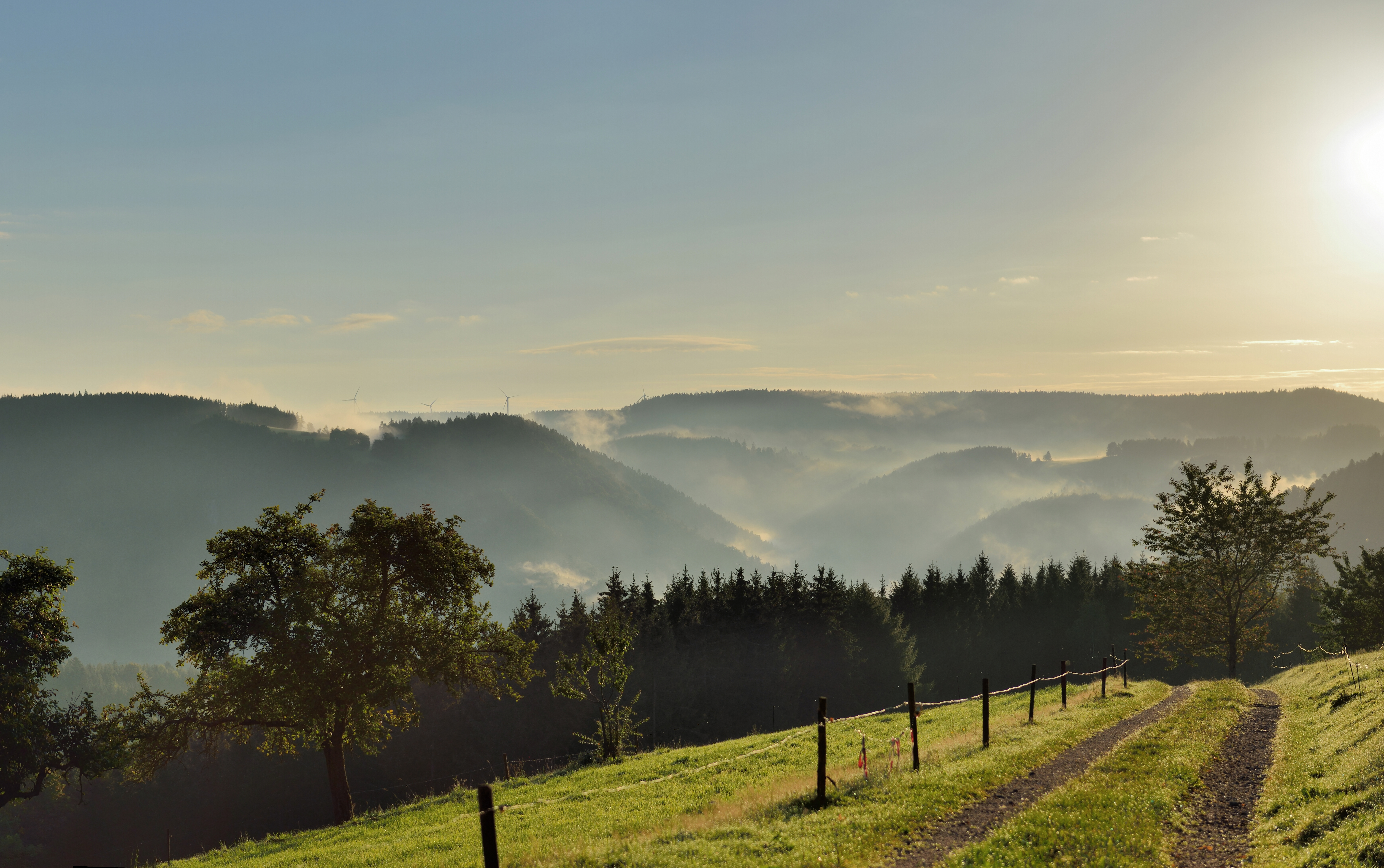
Amanecer en la Selva Negra.

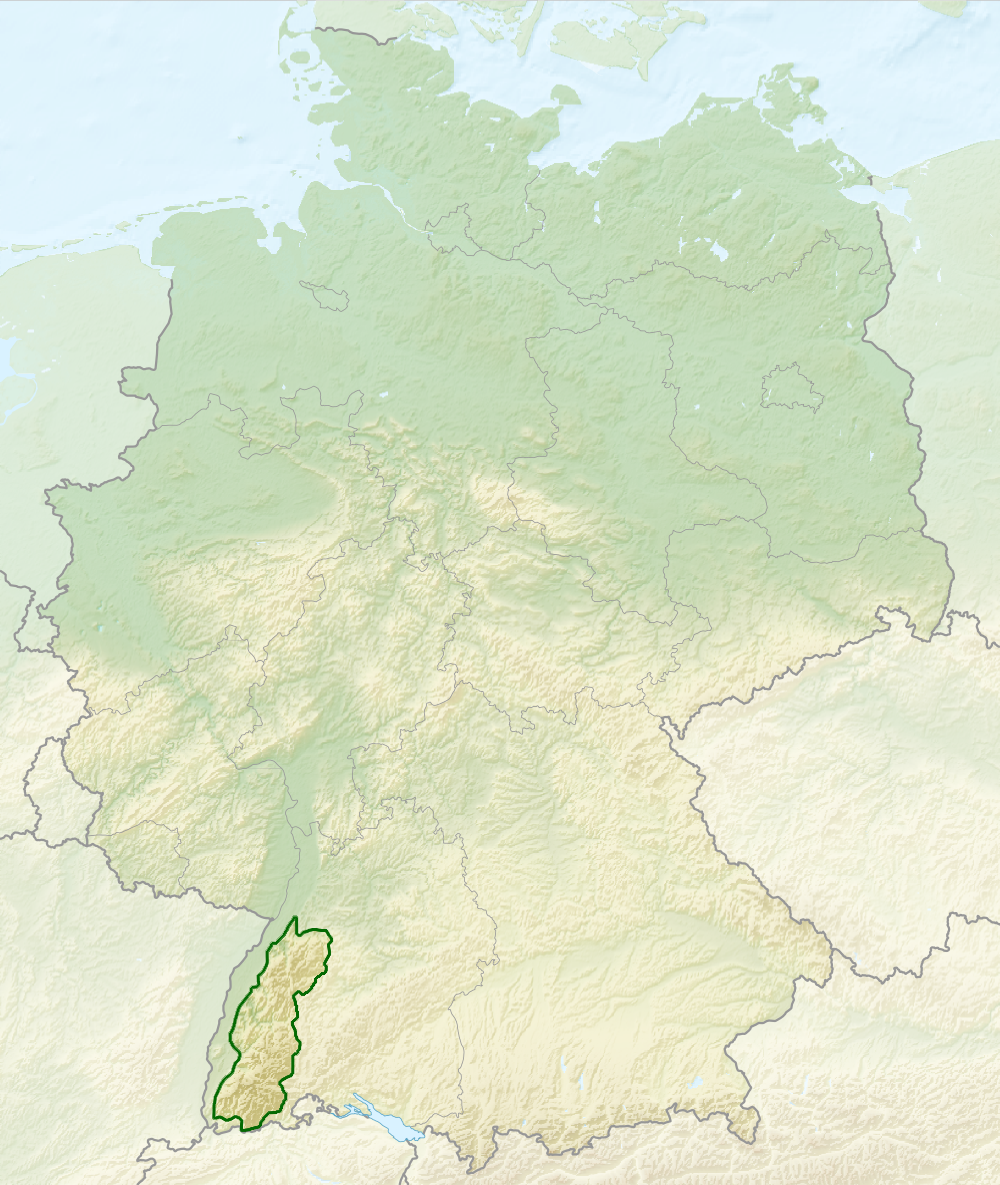
Mapa de ubicación de la Selva Negra (delineado en verde) dentro de Alemania.

La Selva Negra (en alemán: Schwarzwald, pronunciado /ˈʃvaʁt͡svalt/ (escucharⓘ)) es un macizo montañoso con una gran densidad forestal ubicado al suroeste de Alemania, en el estado federado de Baden-Wurtemberg. En esta región montañosa el pico más alto es el Feldberg, con 1.493 metros de altitud. Hoy en día se conoce a la Selva Negra como un lugar turístico natural.

## Etimología
Una de las teorías alude a que el nombre de Selva Negra puede provenir de los densos bosques de abetos de la zona que dan al paisaje una apariencia oscura. Otra teoría (muy mencionada en la zona) es que fueron los romanos quienes le dieron dicho nombre al denominarla Populus nigra, inspirados tal vez en la oscuridad que caracteriza el tránsito y los caminos por los espesos bosques que la pueblan. De las dos teorías esta última es la más aceptada. Cabe aclarar que en el alemán original, el topónimo Schwarzwald no significa Selva Negra, sino Bosque Negro.

## Geografía

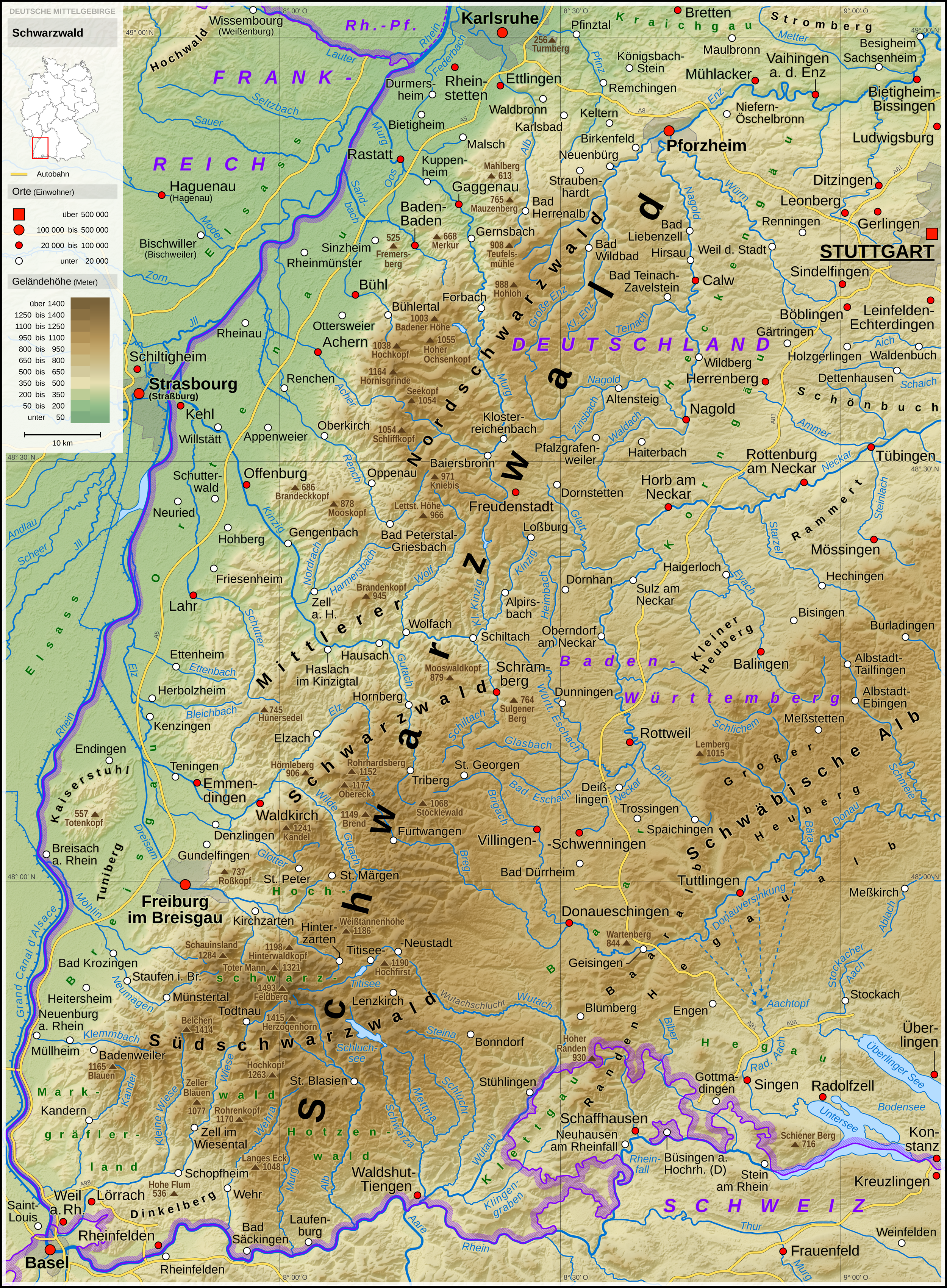
Mapa topográfico de la Selva Negra.

La Selva Negra se dirige desde el trifinio (punto geográfico donde coinciden Alemania, Suiza y Francia) y asciende 160 km al norte de Alemania. Esta banda vegetal tiene una anchura que oscila entre los 30 y los 60 km. Las principales ciudades son al sur Friburgo y al norte Freudenstadt. Se extiende desde Karlsruhe en el norte hasta Basilea en el sur.

### LaSelva Negra del sur
Nace en la zona sur, en lo que se conoce como la región del Rin superior (Hochrhein). Es un área transformada notoriamente por la glaciación de la Edad del hielo al sur de una línea que va aproximadamente desde Friburgo hasta Donaueschingen.

## Geología
Su origen se encuentra en un macizo tectónico debido a la escisión en dos de un sistema montañoso anterior, por la falla que forma la fosa (Graben) renana, atravesada por el río Rin, dando origen al oeste a la cordillera y macizo de los Vosgos -que es el horst paralelo- y al este del Rin, a la Selva Negra.

### Ríos
- Brigach y Breg, origen del Danubio.[6]
- Kinzig, que marca la frontera entre lo que se denomina el «norte de la Selva Negra» (Nordschwarzwald) y el «centro de la Selva Negra» (Mittlerer Schwarzwald).
- Wiese, que fluye hacia el sur y desemboca en el Rin al norte de Basilea.

### Lagos

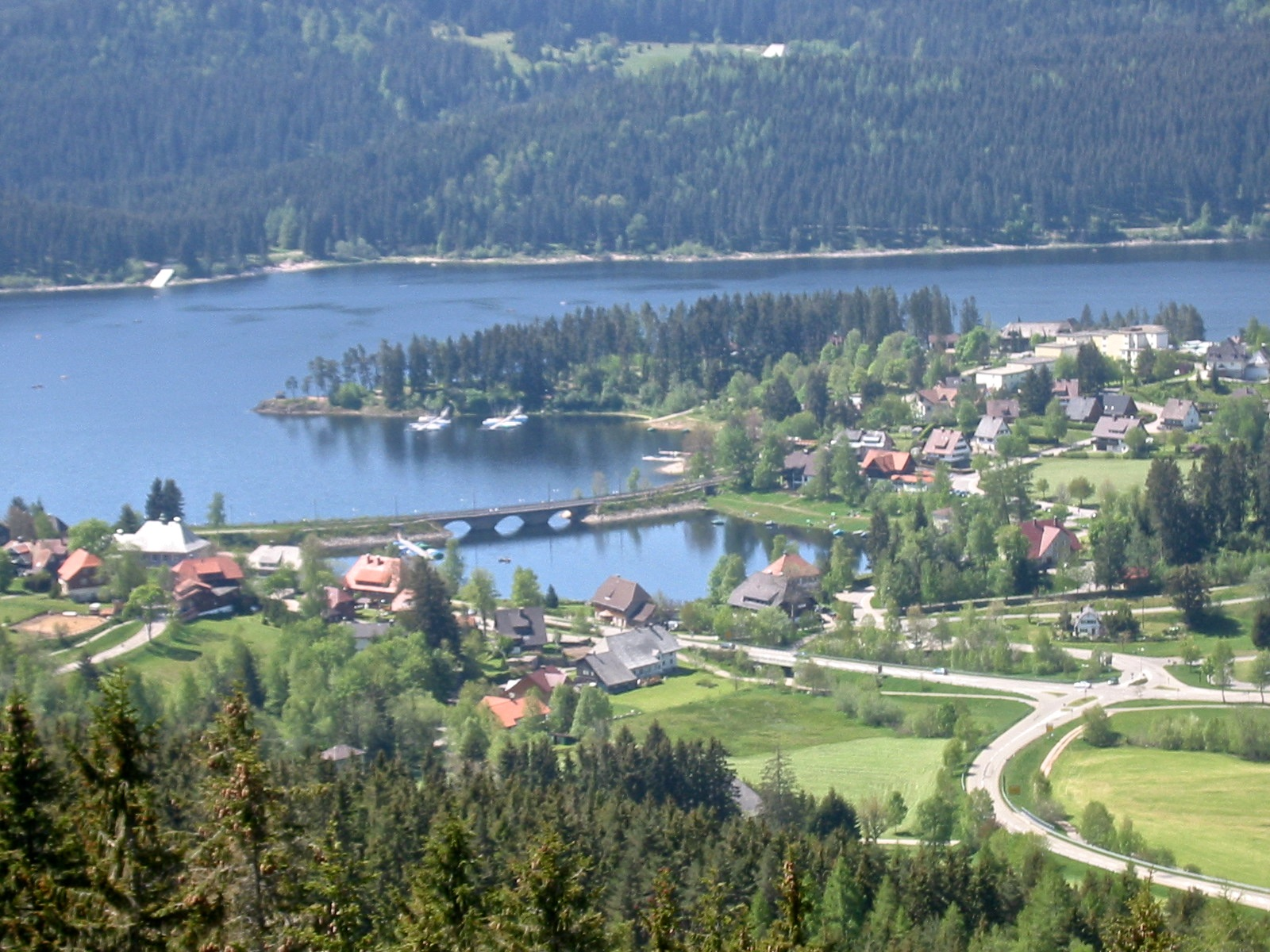
Schluchsee.

Son muy conocidos algunos de los lagos de la Selva Negra, como el Glaswald, Mummel, Kirnberg, Feld, Titi y  Schluch, que es un lugar muy turístico y se considera que es el mayor pantano de la Selva Negra, con unos 7,5 km de anchura.
Existen diferentes embalses, como el Arroyo Negro, Wehra, Witznau y el embalse de Kinzig Chico o Nagoldtalsperre, que vierten sus aguas de forma controlada, regulando de esta forma el contenido hídrico del bosque.

## Clima
El clima es puramente montañoso, las temperaturas crecen algo en verano y bajan en invierno, pero las diferencias no son relevantes debido a que el bosque regula con eficiencia los cambios de temperatura. Es de destacar el exceso de humedad, dando lugar a que en algunas épocas estivales sea excesivamente húmeda. Los cambios más importantes de temperatura se producen en la zona rocosa.

## Flora y fauna
La frondosa vegetación está compuesta principalmente por helechos, abetos y dedaleras.
Además de las especies animales propias de la vida silvestre forestal europea tales como jabalíes, corzos o ardillas rojas, se pueden observar los siguientes endemismos en la Selva Negra:
- Las vacas de la Selva Negra pertenecen a la rara raza de ganado Hinterwald.
- El gusano gigante Lumbricus badensis se encuentra solo en la región de la Selva Negra.
- Los caballos de la Selva Negra son una raza equina propia del bosque, históricamente indispensable para el trabajo pesado del campo.
- En algunas regiones de la Selva Negra se puede encontrar el urogallo occidental.

## Historia

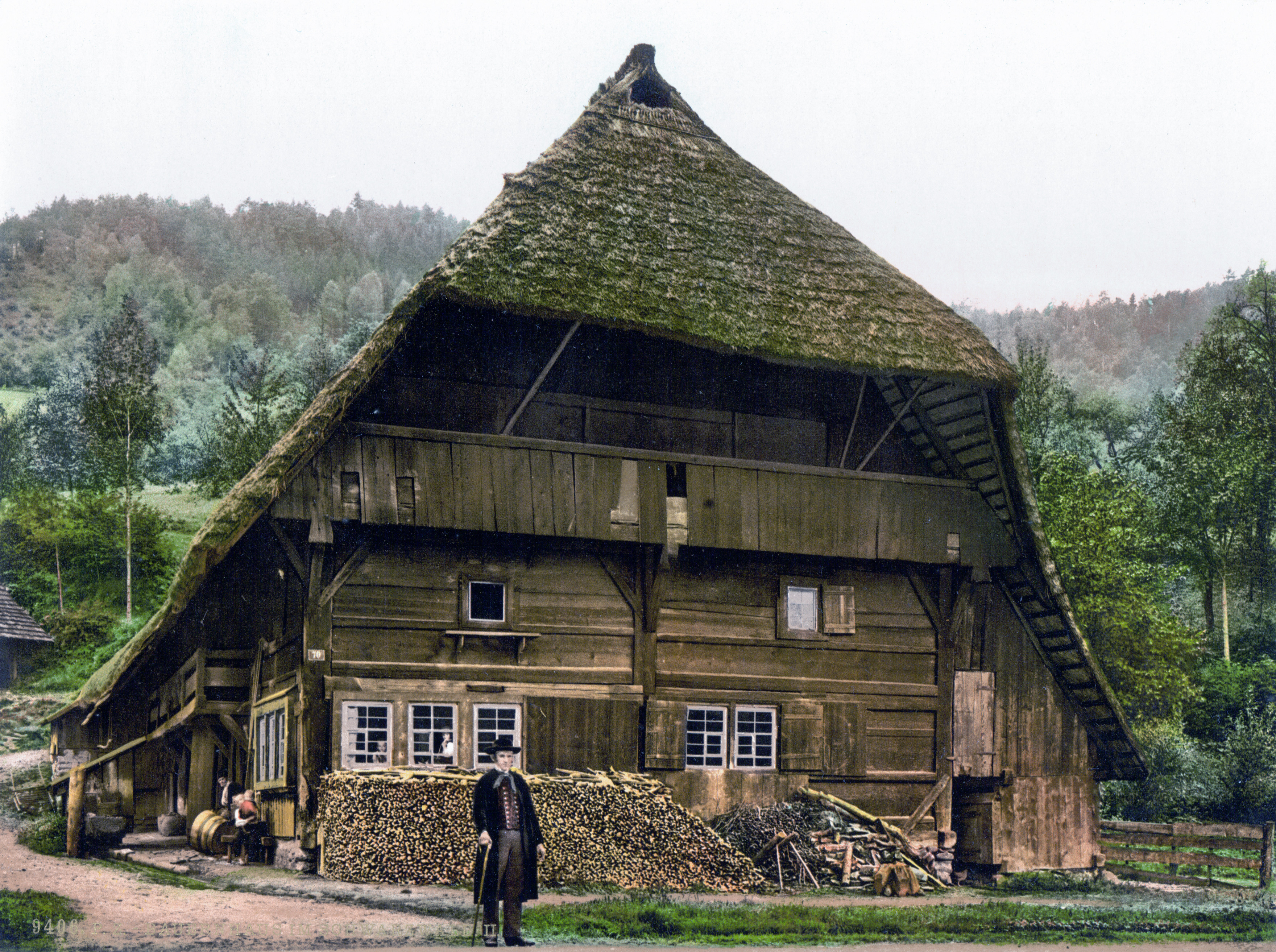
Casa de campesinos de la Selva Negra construida hacia 1900.

La primera cartografía de la Selva Negra se puede encontrar en la Tabula Peutingeriana y data del siglo XIV. Los romanos indicaron siempre a la Selva Negra como Marciana Silva, y se denominaba antiguamente como «Selva de la frontera» (etimología del germánico "marca", que significaba frontera). Verdaderamente se podría decir que los romanos expresaban de esta forma que la selva era ya una frontera natural a su imperio, junto al limes (límite) donde habitaban los marcomanos ('Gente de la frontera'). Esta población estaba entroncada directamente con el pueblo germánico de los suevos, que con posterioridad llegaron a derivarse de los suabos (Suabia) y, debido a las fronteras que marca el río Kinzig, formaron los alamanes.
Merece especial mención que la Selva Negra se hizo muy popular en Alemania en los años sesenta por haber servido de fondo para gran cantidad de películas y series de televisión, algunas de ellas protagonizadas por Roy Black y posteriormente, en los años ochenta, con series de TV como Clínica de la Selva Negra.
El 26 de diciembre de 1999, el huracán Lothar (de menor intensidad que una tormenta) derribó numerosos abetos, abriendo muchos claros en la masa forestal.

## Cultura

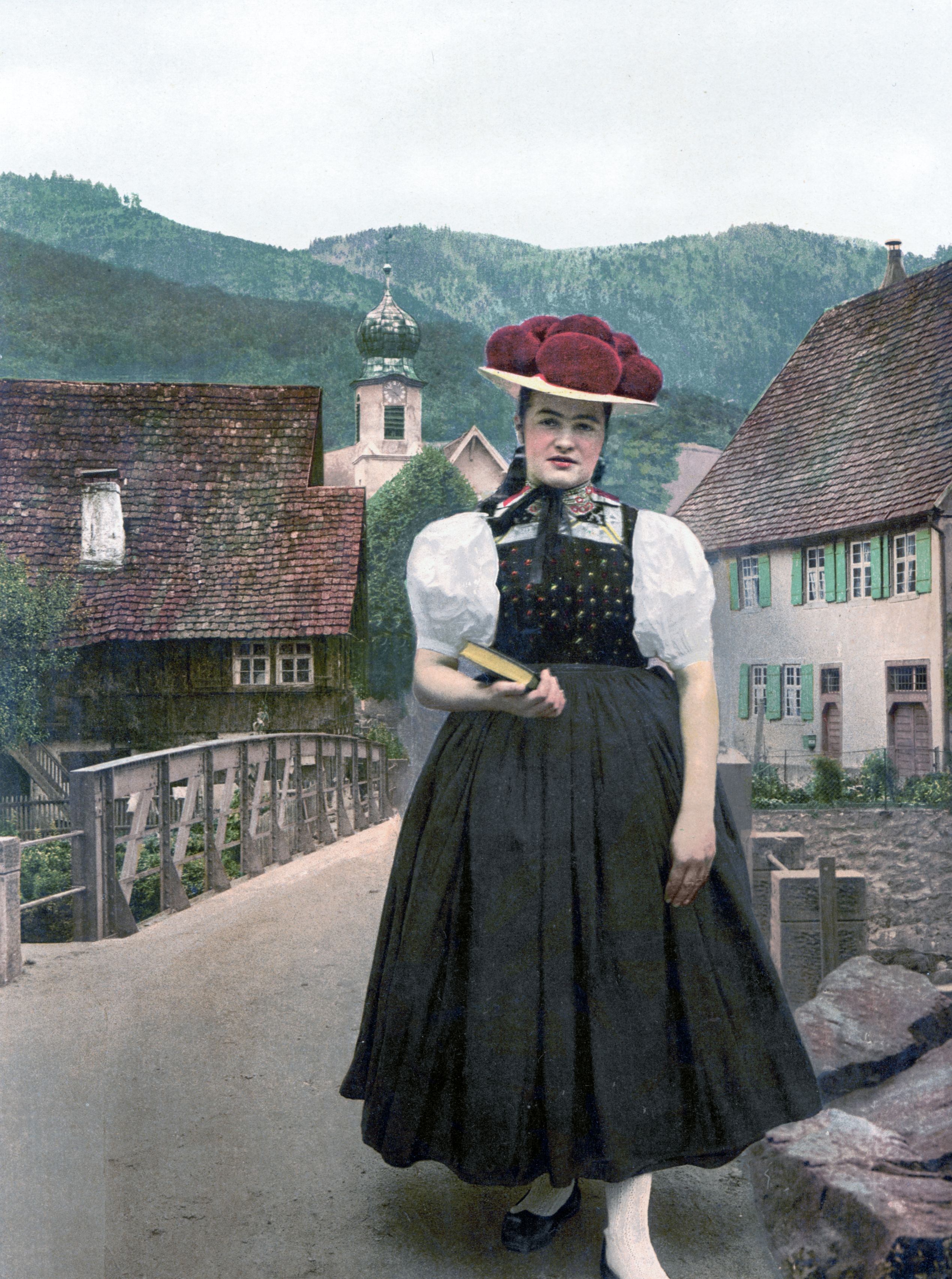
Traje típico de las mujeres de la Selva Negra datado del 1900.

La mayor parte de la comarca cultiva y conserva las tradiciones y costumbres típicas de la Selva Negra. Con motivo de las fiestas o eventos sociales se pueden ver aún hoy a muchas mujeres vistiendo sus trajes regionales con sombreros (Bollenhut) con grandes pompones rojos en los extremos. Estos sombreros pueden llegar a pesar kilo y medio; el color de las bolas (Bollen) suele ser rojo e indica el estado civil de la mujer que lo porta.
La Selva Negra es conocida por sus estaciones termales (como Baden-Baden, Bad Krozingen, Badenweiler, Bad Liebenzell o Bad Bellingen); las típicas casas de los campesinos, con un tejado de faldón característico; la tarta de la Selva Negra (Schwarzwälder Kirschtorte); el jamón de la Selva Negra; el Schwarzwaldwichtel (una especie de duende del bosque); el aguardiente de cereza Kirschwasser; los relojes de cuco y las casitas del tiempo.

### Gastronomía típica

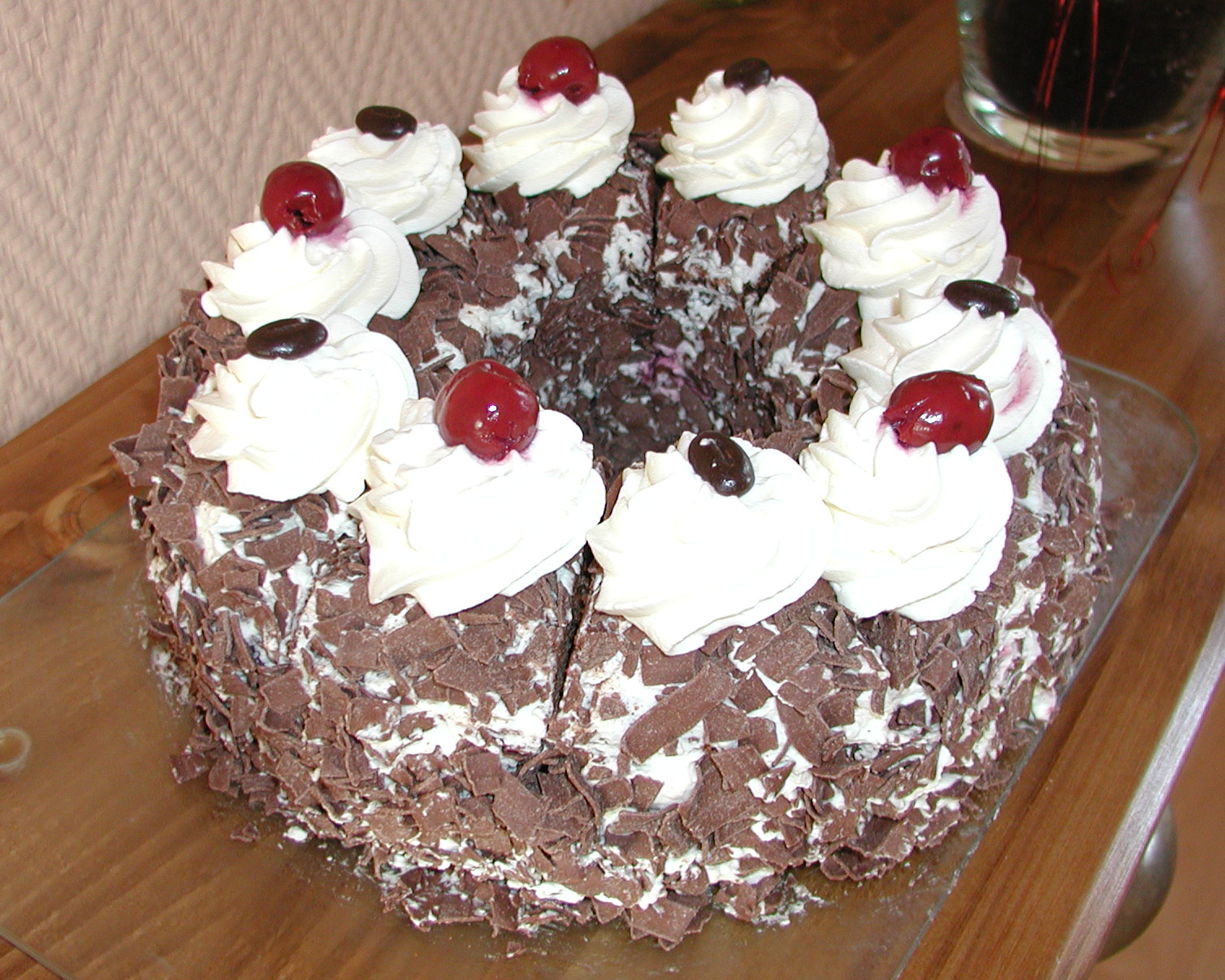
Tarta de la Selva Negra.

Una de las delicias más conocidas de la cocina alemana es la famosa tarta de la Selva Negra (Schwarzwälder Kirschtorte), elaborada con crema, chocolate y frutas procedentes del bosque. En la pastelería es muy conocida la miel con sus sabores afrutados. No son de desdeñar los famosos vinos de Alemania (en su mayoría blancos), que pueden probarse en esta región con ocasión de las innumerables fiestas de viñadores que se celebran tras la vendimia. Estos vinos son de contenido alcohólico bajo y refrescan a la vez que alegran. Estas fiestas ofrecen multitud de platos típicos de la región que están relacionados con el vino, siendo uno de ellos el Zwiebelkuchen ('pastel de cebollas'), que se acompañan a menudo con el Federweißer (vino joven).
En el terreno de los embutidos son muy conocidos en la zona los jamones de la Selva Negra, así como la tocineta, que suelen tener un curado en humo que les da un sabor muy especial. En Musbach existe una planta para curar jamones de esta forma tradicional.
Es frecuente ver en los platos de la región la carne de caza, como corzo o jabalí; uno de los más famosos cortes es el solomillo de corzo picado acompañado de Spätzle (pasta muy típica del sur de Alemania).

## Economía

### Minería
Ya desde los romanos se sabe que la Selva Negra contiene menas de diferentes metales, tales como la plata, por ejemplo en el Münstertal.

### Industria forestal

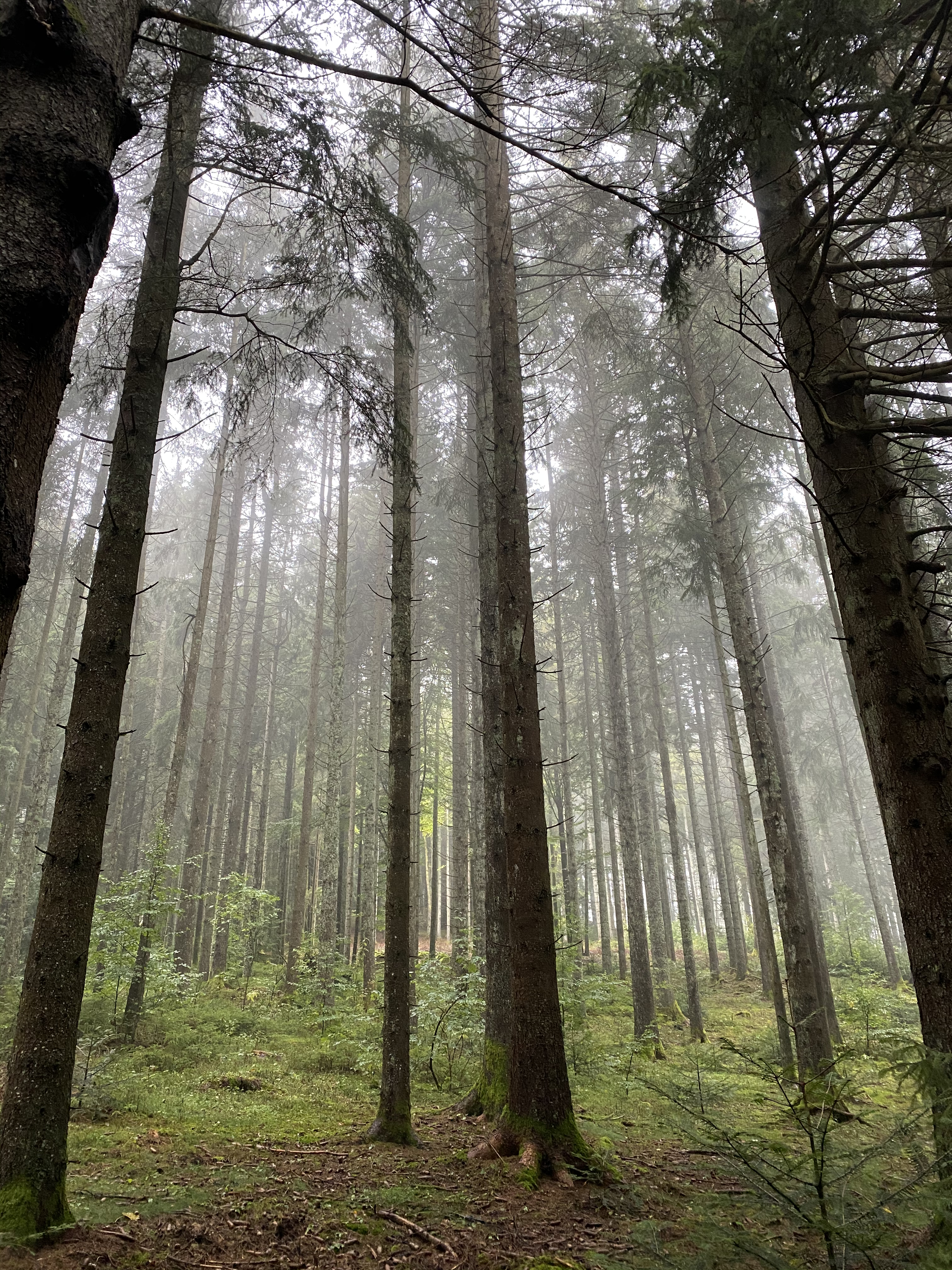
Bosque en la selva negra

Se emplea intensivamente en Alemania la madera del bosque para obtener pasta de papel y otros derivados, si bien se procede con sumo cuidado para que la masa forestal no mengüe en un futuro cercano, ya que hace un siglo se terminó con el 90% de los árboles de toda la zona.

### Producción de vidrio
Existen diversas factorías de vidrio soplado, sobre todo en la ciudad de Wolfach.

### Industria de precisión
La Selva Negra no solo es reputada por sus atracciones turísticas, sino también porque es posible encontrar en medio del bosque fábricas de piezas de relojes para la industria suiza (véase la industria relojera en la Selva Negra). Son conocidas las marcas Saba, Harman/Baker y otras.

## Turismo

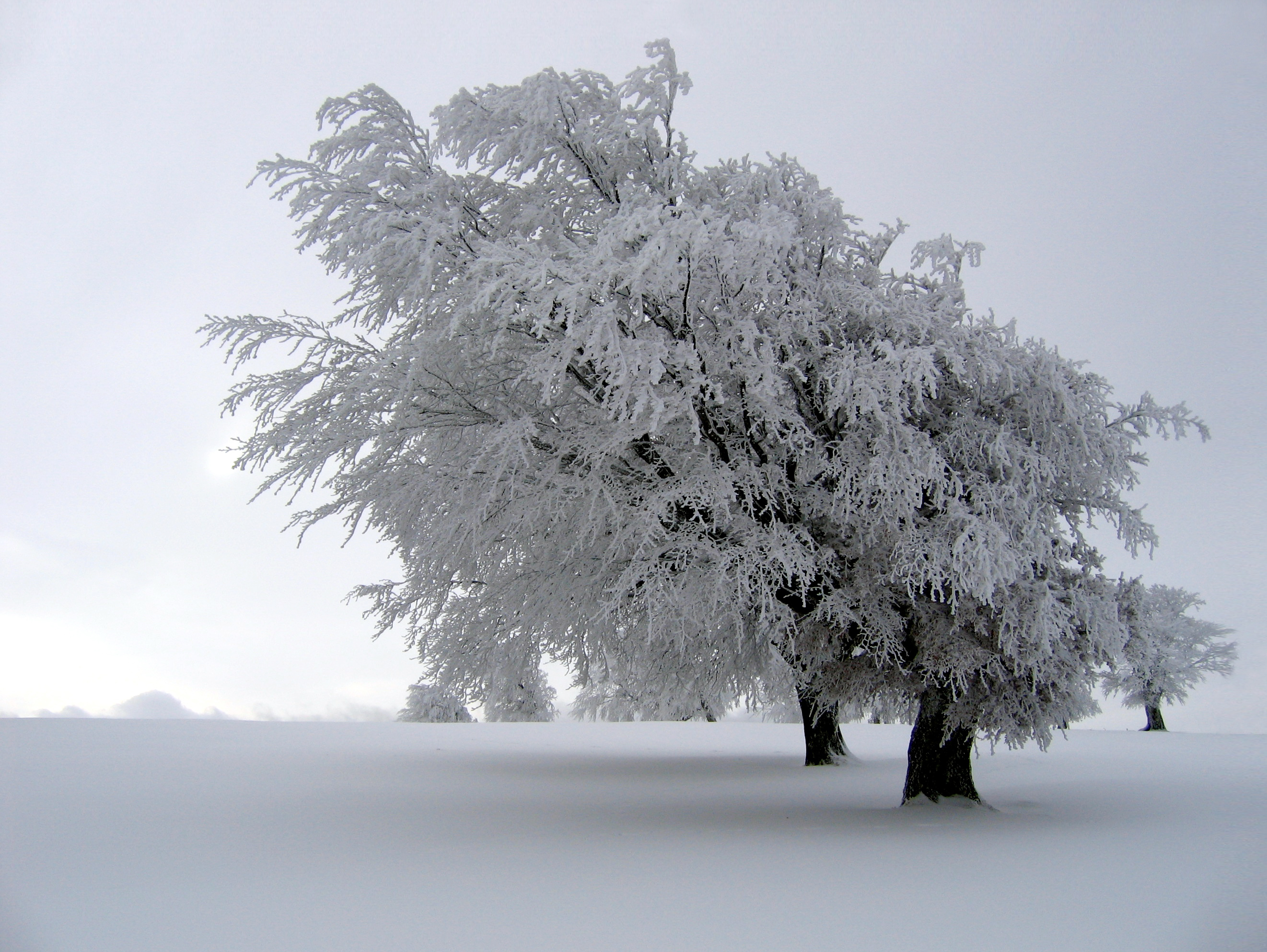
Imagen invernal.

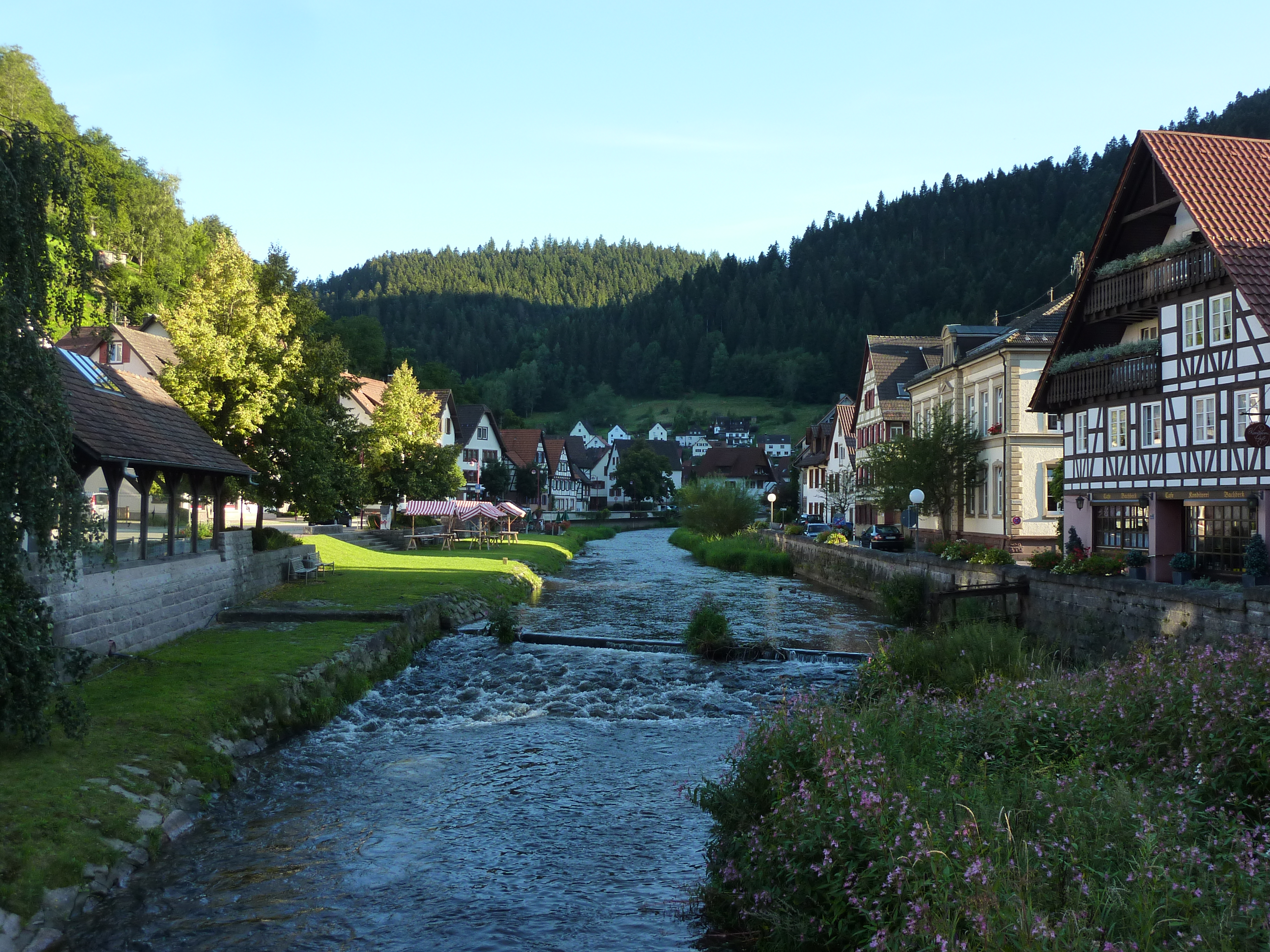
Río Schiltach, en Schiltach.

En el terreno de las actividades turísticas, pueden realizarse diversos deportes, como los baños y la natación en los numerosos lagos naturales, así como parapente, paseos en globo, kayak, escalada, equitación, esquí (en las estaciones invernales), etcétera.
La mayoría de estas actividades deben realizarse en inmediaciones y bajo regulación del Parque nacional de la Selva Negra. 

### Turismo rural
El turismo rural es muy importante en la zona, ya que ofrece paisajes naturales en plena Europa continental, la vida al aire libre y deportes tales como las rutas de senderismo (perfectamente señalizadas), como la ruta alta de la Selva Negra desde Baden-Baden hasta Freudenstadt. Es posible hacer ciclismo de montaña por algunas de estas rutas. Es conocido el Palacio Termal en Bad Wildbad.
Son de interés las cascadas de Triberg, así como el Parque Europa en Rust. En Furtwangen y Donaueschingen se puede contemplar el nacimiento del río Danubio. Otra atracción turística de ámbito natural son los lagos de Titisee y Schluchsee, así como la subida a la montaña más alta de la Selva Negra, el Feldberg (1.493 m).

### Senderismo
Existen diferentes rutas para practicar el senderismo, todas ellas muy bien documentadas en libros y mapas que pueden adquirirse en las librerías de la región. Las más conocidas son:
- Westweg: ruta larga de Pforzheim a Basilea
- Mittelweg: ruta larga de Pforzheim a Waldshut
- Ostweg: ruta larga de Pforzheim a Schaffhausen
- Hansjakobweg I: vía circular de 3 días aproximadamente
- Hansjakobweg II: vía circular de 4 días aproximadamente
- Querweg Rottweil-Lahr: vía de 4 días aproximadamente
- Querweg Gengenbach-Alpirsbach: vía que toma 2 o 3 días
- Kingiztäler Jakobusweg o Camino de Santiago del valle del Kinzig, el cual tiene 7 etapas.

### Museos
Existen muchos museos interesantes, como el del escritor alemán Hermann Hesse en Calw, el Centro de Arte y Tecnología Mediática de Karlsruhe, el Vitra design en Weil am Rhein y el Museo alemán de relojes (Deutsches Uhrenmuseum) en Furtwangen, con una variedad de autómatas y relojes de todos los tamaños y variedades.
Hay un museo de casas campesinas denominada Vogtsbauernhof, en Gutach an der Schwarzwald, que reproduce la vida campesina en los siglos XVI y XVII.
La ciudad de Bad Säckingen posee un interesante museo de trompetas, además del puente de madera transitable más antiguo de Europa.
En St. Blasien se halla una impresionante iglesia con la tercera cúpula más grande de Europa.
Calw es una población a orillas del río Nagold. Allí nació el pintor y escritor Herman Hesse. Allí se puede visitar un museo dedicado a su memoria.

### Los relojes de la Selva Negra
La zona es célebre por los relojes de cuco que antiguamente se elaboraban y se vendían (aunque se atribuye en la actualidad su invención a los suizos), por ejemplo, en Schonach y Triberg, donde puede verse uno de los relojes de cuco más grandes del mundo (mencionado en el Libro Guinness de los récords).

### Las ciudades
- Freudenstadt posee la mayor plaza de mercado de toda Alemania; en las cercanías está el Bärenschlössle con un coto de venados.
- Friburgo de Brisgovia tiene una antigua catedral gótica, algunos castillos y museos.